# Brottsplats

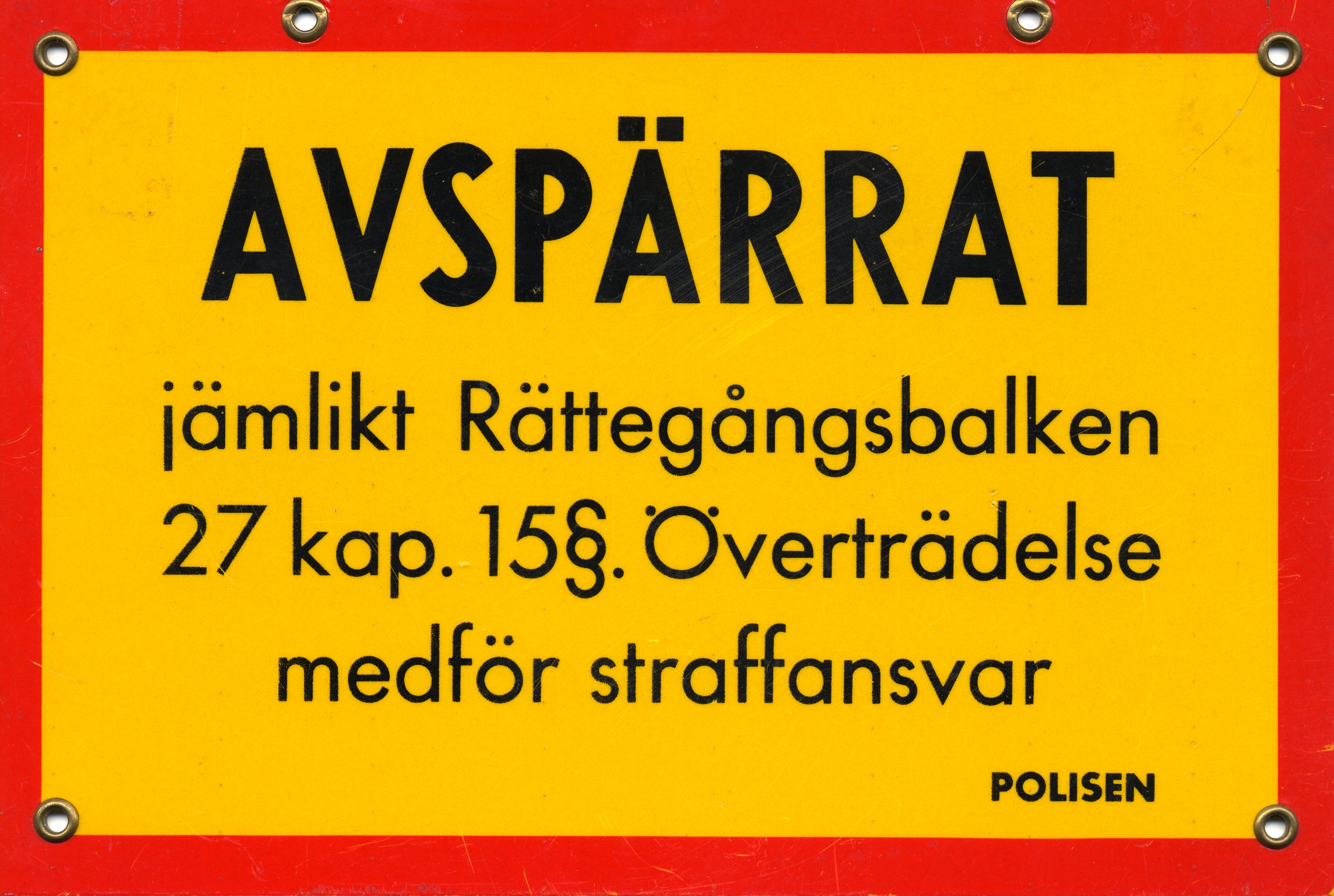
Avspärrningsskylt för brottsplats

En brottsplats är en plats där någon form av brott ägt rum, t ex mord eller rån. En brottsplats spärras alltid av för att en brottsplatsutredning skall kunna genomföras av polisens tekniker.